# E lucevan le stelle

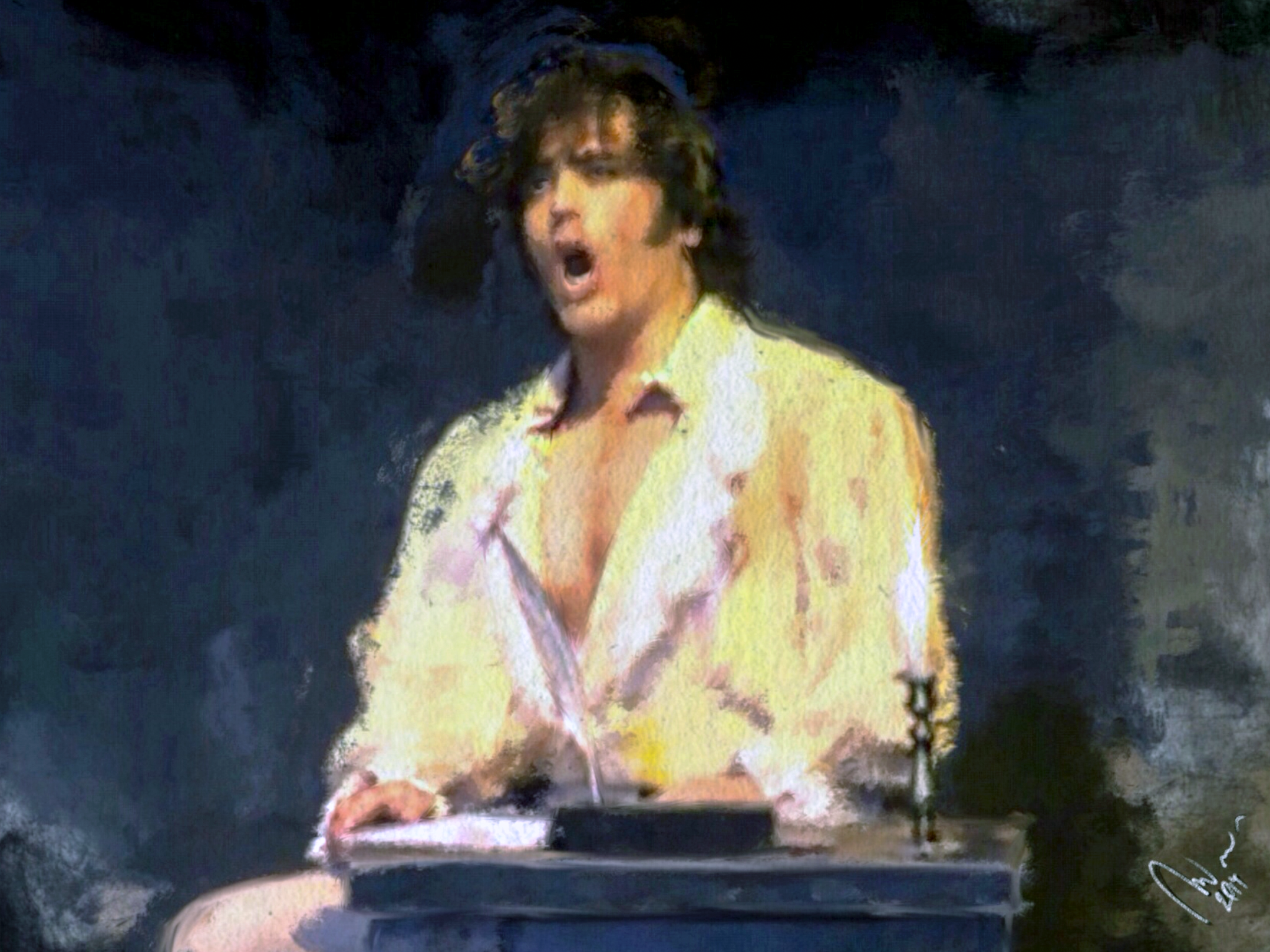
Mario Cavaradossi podczas arii „E lucevan le stelle”, obraz Riccarda Manciego, 2014

E lucevan le stelle – tenorowa aria z III aktu opery Tosca Giacoma Pucciniego, do której libretto napisali Luigi Illica i Giuseppe Giacosa na podstawie sztuki La Tosca Victoriena Sardou. Przypisana jest do roli malarza Cavaradossiego, który został skazany na śmierć. Pierwszy tę rolę w czasie światowej prapremiery opery zaśpiewał Emilio De Marchi 14 stycznia 1900 roku. Aria jest najbardziej znanym utworem z tej opery i należy do podstawowego repertuaru tenorowego na świecie.
W trakcie arii Cavaradossi wspomina postać Florii Tosci i uczucia z nią związane. Ostatecznie zdaje sobie sprawę, że niedługo umrze i nic nie może tego zmienić.

## Kontekst

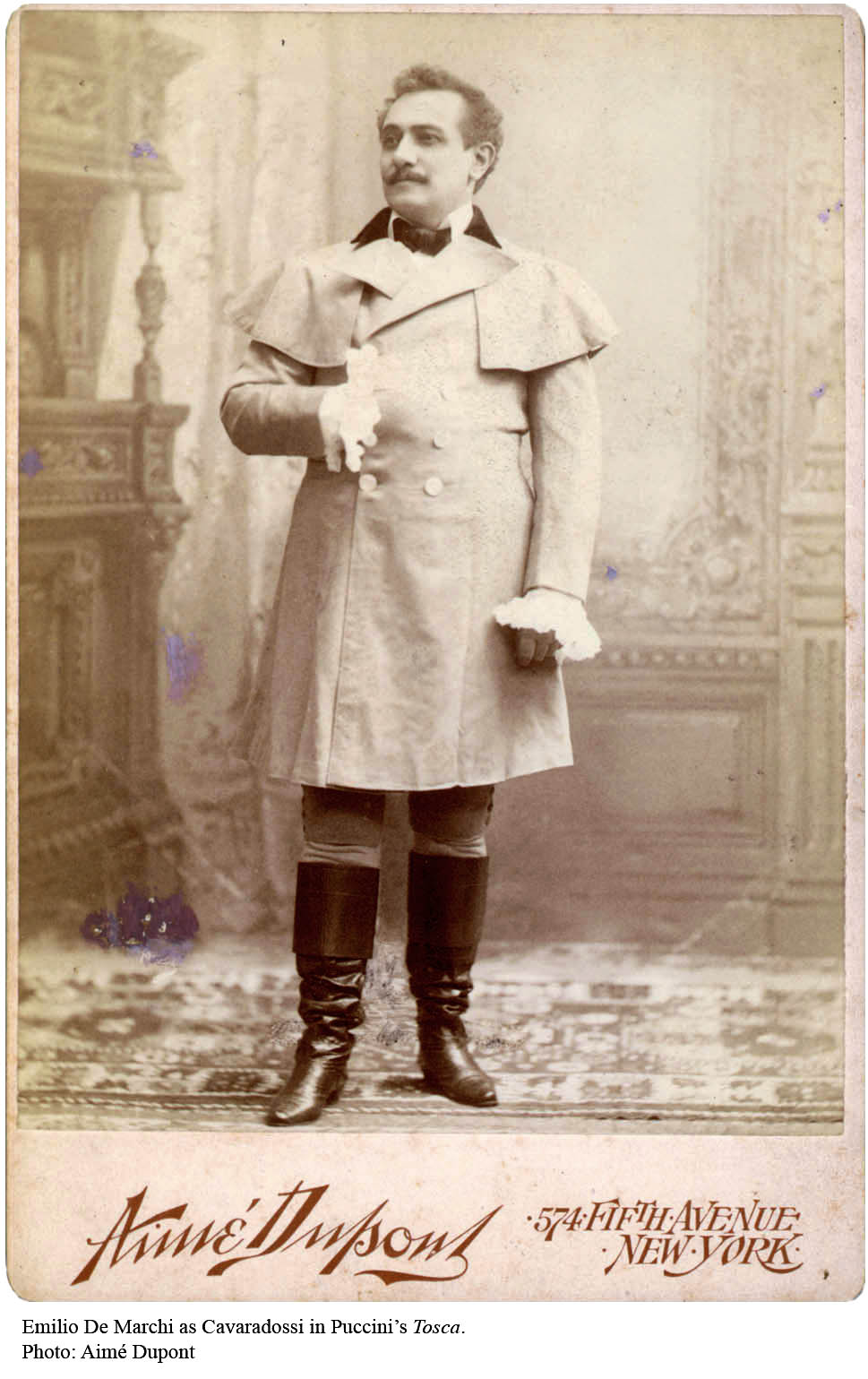
Tenor Emilio De Marchi, pierwszy śpiewak grający postać Cavaradossiego, 14 stycznia 1900

Baron Scarpia, prefekt policji rzymskiej próbuje dowiedzieć się kto współpracuje z poszukiwanym uciekinierem Cesarem Angelottim. Nakazuje torturować podejrzanego Maria Cavaradossiego, jednak to Floria Tosca, jego partnerka zdradza informacje dotyczące jego kolaboracji.
Cavaradossi zostaje przeniesiony do celi w Zamku św. Anioła i oczekuje na swój wyrok, śmierć przez rozstrzelanie. Dostaje możliwość rozmowy z księdzem, jednak rezygnuje z niej. Prosi strażnika więziennego o możliwość napisania listu do Tosci. Strażnik obiecuje przekazać list w zamian za pierścień skazanego. Cavaradossi siedząc przy stole, próbuje napisać list, jednak nie jest w stanie tego zrobić. Aria zaczyna się jak bohater wspomina dobre chwile z Florią idealizując jej cechy i zachowanie. Pod koniec zdaje sobie sprawę ze swojego położenia, nieuchronnej śmierci i zaczyna płakać.

## Muzyka
Aria uznawana jest za muzyczny punkt kulminacyjny całej opery. Leitmotiv z początku arii jest grany w dwóch miejscach. Podczas aktu III po arii pastuszka i na samym końcu opery, gdy Tosca skacze z murów zamku. Użycie motywu Cavaradossiego w ostatniej scenie jest częstym tematem prac naukowych.
W 1920 roku wykonawca sceniczny Al Jolson wraz z Buddym DeSylvą i Vincentem Rose napisali piosenkę pop „Avalon” o mieście o tej samej nazwie na wyspie Santa Catalina. W następnym roku Giulio Ricordi, wydawca oper Pucciniego, pozwał wszystkie strony związane z piosenką, argumentując, że melodia została zaczerpnięta z „E lucevan le stelle”. Puccini i jego wydawca zwyciężyli w sprawie i otrzymali 25 tysięcy dolarów odszkodowania i wszystkie przyszłe tantiemy za piosenkę.
Australijski krytyk muzyczny Charles Osborne przypisuje ogromną popularność opery wśród publiczności jej melodramatycznej fabule, która w jego ocenie jest efektywna. Daje ona możliwość jej trzem głównym postaciom, by zabłysnąć wokalnie i dramatycznie, a także zawiera dwie wspaniałe arie „Vissi d’arte” i „E lucevan le stelle”.

## Historia
W pierwowzorze opery, sztuce Sardou La Tosca, utwór ten nie występuje. W tym samym czasie Cavaradossi śpi w celi w oczekiwaniu na śmierć. Podczas prac nad operą, sama aria, jak i cały akt III były przedmiotem sporu między twórcami. Illica chciał, aby utwór będąc ostatnią arią głównego bohatera, był politycznym credo chwalącym wolność wygraną przez rewolucjonistów. Z korespondencji pomiędzy librecistami wiadomo, że tekst jednej z pierwszych wersji był cytatem z listu Cavaradossiego, a inny włoski kompozytor Giuseppe Verdi był nią poruszony. Na prośbę Pucciniego treść listu została zmieniona. Napisał szkic utworu, w którym malarz pamięta swoją partnerkę poprzez swoje zmysły: widok gwiazd, pachnącą ziemię, odgłos kroków na piasku. Dalej, myśli artysty przenoszą się z przedmiotów na samą Toscę, jej zapach, ich pocałunki i objęcia. W tym momencie, kiedy obraz jego kobiety staje się zbyt szczegółowy, Cavaradossi zdaje sobie sprawę ze swojego położenia i bliskiej śmierci. Końcowe słowa arii „e muoio disperato” zostały dodane przez kompozytora, który nalegał, żeby zostały w niezmienionej formie.

## Nagrania
Tosca jest jedną z najczęściej wystawianych oper na świecie, a „E lucevan le stelle” jest jedną z ważniejszych arii Pucciniego. Prapremiera opery miała miejsce 14 stycznia 1900 roku. Enrico Caruso wtedy młody śpiewak chciał wystąpić w roli Cavaradossiego, jednak zdecydowano się na bardziej doświadczonego tenora Emilia De Marchiego. Istnieje przynajmniej 250 nagrań opery. Pierwsze z nich wykonano w 1918 roku, gdzie w rolę malarza wcielił się Carlo Broccardi. W 1938 roli w tej roli wystąpił włoski tenor Beniamino Gigli. W latach 1972–1994 wielokrotnie w tej roli występował Plácido Domingo. W 1976 roku razem z synem brał udział w ekranizacji opery. Syn, Domingo Jr., wystąpił w roli pastuszka w III akcie.

## Libretto
E lucevan le stelle

ed olezzava la terra

stridea l’uscio dell’orto

e un passo sfiorava la rena

Entrava ella fragrante,

mi cadea fra le braccia.

O! dolci baci, o languide carezze,

mentr’io fremente le belle forme disciogliea dai veli!

Svanì per sempre il sogno mio d’amore.

L’ora è fuggita, e muoio disperato!

E muoio disperato!

E non ho amato mai tanto la vita,

tanto la vita!